# Claude Riveline
Claude Riveline (geb. 16. September 1936, Paris, gest. 9. Dezember 2024) war ein französischer Professor für Organisationsmanagement (gestion des organisations).

## Leben
Er war Ingenieur der École polytechnique (X 1956) und Ingenieur des Corps des Mines (1961). Er unterrichtete während seiner gesamten Karriere an der École des Mines in Paris und lehrte auf Grundlage seiner Forschungen einen Grundkurs in Organisationsmanagement für Bauingenieure (ingénieurs civils) und Ingenieure des Corps of Mines.
Er ist Offizier der Ehrenlegion, Kommandeur des nationalen Verdienstordens, Kämpferkreuz und Kommandeur des Ordens der Akademischen Palmen.

## Theorien
Claude Riveline erklärte in einem Interview, dass er seine Berufung zur präzisen Kostenkalkulation entdeckte, als er Professor für Bergbau an der École des Mines war und häufig mit Feldmanagern (Bergbauingenieuren) in den Houillères du Nord im Nordfranzösischen Kohlerevier in Kontakt stand. Dabei entdeckte er, dass das Verhalten der Betreiber völlig der reinen wirtschaftlichen Logik widersprach: 
Die Betreiber erhofften durch die Ausbeutung fehlerhafter Erzgänge mit ungewissem, aber möglicherweise hervorragendem Ertrag, schnell sehr gute Ergebnisse zu erzielen. Wenn das im ersten Anlauf nicht gelang, wurde in der zweiten Tageshälfte auf die besten, gleichmäßigeren Adern zurückgegriffen, um das tägliche Betriebsergebnis zu gewährleisten. Das Tagesergebnis blieb somit immer gut, obwohl es einen wirtschaftlichen Widerspruch darstellte, die schlechten Erzgänge vor den guten freizugeben. Er wies auch darauf hin, dass die Rechnungslegungsvorschriften der Mine darauf hinausliefen, den Untertagetransport gegenüber dem Transport über Tage zu bevorzugen, was keinen Sinn ergebe.
Aus diesen Beobachtungen kam Claude Riveline zu dem Schluss und lehrte, dass die Kosten eines Gutes an sich nicht existieren (« coût d’un bien n’existe pas »). Es hängt davon ab, welche Faktoren einbezogen werden. Am Beispiel eines Bergwerks werden die meisten Kosten (Erkundung, Studien, Abteufen von Schächten, Kauf von Ausrüstung) vor der Förderung der ersten Tonne Kohle verbraucht, während die letzten geförderten Tonnen praktisch kostenlos sind.
Riveline betonte daher in seiner Lehre, dass man streng genommen nie von „Kosten eines Gutes“ sprechen können, sondern vielmehr von „Kosten einer Entscheidung“ (« coût d’une décision ») bezüglich dieses Gutes, weil jeder Wert, der den Kosten eines Gutes beigemessen wird, willkürlich ist.

## Jüdischer Intellektueller
Riveline war stark am intellektuellen Leben der französischen jüdischen Gemeinde beteiligt als Autor und Teilnehmer zahlreicher Konferenzen.

## Werk
- Évaluation des coûts - éléments d’une théorie de la gestion. (Kostenbewertung – Elemente einer Managementtheorie). 1. Auflage. Presses de l’École des mines, 1995 (französisch).
- Idées. Band 1. Éditions de l’École de Paris du management, 2006 (französisch).
- La loi de Parkinson et autres textes commentés par Claude Riveline. (französisch, BibNum).
- L’argent suspect. In: L’argent (colloque des intellectuels juifs). Denoël, 1988 (französisch).
- Petit traité pour expliquer le judaïsme aux non-juifs. (Kleine Abhandlung, um Nichtjuden das Judentum zu erklären). Consistoire central israélite de France (ACIP) – (französisch, riveline.net [PDF]).